# Marozi
A marozi (Panthera leo maculatus) az oroszlán (Panthera leo) egyik állítólagos alfaja, esetleg hibridje párduccal. Az egyik elmélet szerint leopárd és oroszlán kereszteződéséből született, a másik elmélet szerint egy foltos alfaj. A marozival a kriptozoológia nevű áltudományág foglalkozik. A marozi élettere Kenya.

## Lásd még
- Leopon